# جوزيف كورنيليس
جوزيف كورنيليس (مواليد 17 نوفمبر 1917) هو ملاكم بلجيكي، مثّل بلاده في الألعاب الأولمبية الصيفية 1936.

## روابط خارجية
- جوزيف كورنيليس على موقع بوكس ريك (الإنجليزية) (registration required)
- جوزيف كورنيليس على موقع أوليمبيديا (الإنجليزية)